# Atomorpha khalia
Atomorpha khalia là một loài bướm đêm trong họ Geometridae.